# Aquinata Böckmann
Aquinata Böckmann OSB (* 8. März 1937 in Wolbeck) ist eine deutsche Missionsbenediktinerin von Tutzing und römisch-katholische Theologin.

## Leben
Mechthild Böckmann erhielt den Vornamen Aquinata als Ordensnamen. Nach der Promotion 1972 zur Dr. theol. an der Universität Münster war sie seit 1973 Professorin für monastische Spiritualität am Pontificio Ateneo Sant’Anselmo. Sie ist seit 1985 Mitglied der Sectio theologica der Benediktinischen Akademie Salzburg. Von 1973 bis 2023 lebte sie in der Casa Santo Spirito in Rom, danach zog sie ins Haus St. Benedikt.

## Schriften (Auswahl)
- Die Armut in der innerkirchlichen Diskussion heute. Ein Beitrag zu einem Neuverständnis der Ordensarmut. Münsterschwarzach 1973, ISBN 3-87868-054-6.
- Prüfstein Armut. Die Herausforderung des Ordenslebens heute. Freiburg 1982, ISBN 3-451-19332-9.
- Perspektiven der Regula Benedicti. Ein Kommentar zum Prolog und den Kapiteln 53, 58, 72, 73. Münsterschwarzach 1986, ISBN 3-87868-227-1.
- Exegetischer Kommentar zur Regel Benedikts. St. Ottilien.
  - Teil 1. Christus hören. Prolog bis Kapitel 7. 2011, ISBN 978-3-8306-7459-7.
  - Teil 2. Geeint in Christus. Kapitel 8 bis 52. 2013, ISBN 978-3-8306-7492-4.
  - Teil 3. Mit Christus zum Ziel. Kapitel 53 bis 73. 2015, ISBN 978-3-8306-7709-3.